# 蔡鵬霄
蔡鵬霄，字子搏，号培自，福建泉州府晉江縣（今福建省泉州市）人，明朝政治人物、進士出身。

## 生平
天啓四年（1624年）舉甲子科福建鄉試，崇禎元年（1628年），登戊辰科進士，授監察御史，巡按宣大等地。崇禎十六年（1643年），授太僕寺少卿。

## 家族
孫蔡仕舢，康熙癸酉举人，累官浙江巡抚。